# 帕爾邁拉鎮區 (愛荷華州沃倫縣)
帕尔迈拉鎮區（英語：Palmyra Township）是位於美國愛荷華州沃倫縣的一個行政鎮區。

## 地方資料
根據2010年美國人口普查的數據，帕尔迈拉鎮區的面積為61.64平方千米，當中陸地面積為61.56平方千米，而水域面積為0.08平方千米。當地共有人口559人，而人口密度為每平方千米9.07人。